# تيرينس غافني
تيرينس غافني (بالإنجليزية: Terence Gaffney)‏ هو رياضياتي أمريكي، ولد في 9 يوليو 1948 في بنسيلفانيا في الولايات المتحدة.